# Brigitte Bintz
Brigitte Bintz (geboren 14. Mai 1968 in Esch an der Alzette, Luxemburg) ist eine luxemburgische Bühnenschauspielerin, Bühnenregieassistentin, Gemeindebeamtin, Flötistin, Moderatorin und Stadionansagerin.
Bintz ist die jüngster Tochter der Radiomoderatorin, Politikerin, Bühnenschauspielerin und Sängerin Micky Bintz und des Bühnenschauspielers und Sängers Ali Bintz. Ihre Geschwister sind der Geschäftsmann und Musiker Jean-Claude Bintz und die Politikerin und Erzieherin Simone Asselborn-Bintz.  
Von 1978 bis 1986 besuchte Bintz das Lycée Hubert-Clément in Esch. Anschließend studierte sie an der Schauspielschule Der Keller in Köln. Ihr Vater riet ihr davon ab, eine professionelle Theaterkarriere in Luxemburg anzustreben, weil man davon nicht leben könne. Darum ergriff sie den Beruf einer Gemeindebeamtin und arbeitete im Nebenberuf an verschiedenen Luxemburger Theatern. So hatte sie 1986 eine Rolle am Kapuzinertheater in Luxemburg-Stadt. Sie arbeitete ab 1985 am Escher Liewensfrou bis zu dessen Schließung 2018. Hier hatten schon ihr Vater und ihre Mutter gespielt und sich kennen gelernt. Seit 2017 ist sie am Kaleidoskop Theater in Bettemburg tätig und gehört zu dessen Vorstand.
In ihrer Freizeit ist sie Vorstandsmitglied des Fußballvereins CS Fola Esch und arbeitet dort als Stadionsprecherin. 
Bintz lebt in Esch an der Alzette und hat eine Tochter (geb. 1996), die im Nationalkader des luxemburgischen Turnverbandes turnte, als Turntrainerin gearbeitet hat und Förderpädagogik auf Lehramt in Deutschland studiert. 